# الحجف (إب)

تعديل مصدري - تعديل

الحجف محلة تابعة لقرية الجاشة، التابعة لعزلة ميتم بمديرية إب إحدى مديريات محافظة إب في الجمهورية اليمنية.، بلغ تعداد سكانها 70 حسب تعداد اليمن لعام 2004.